# Jensenia pisicolor
Jensenia pisicolor là một loài rêu trong họ Pallaviciniaceae. Loài này được (Hook. f. & Taylor) Grolle mô tả khoa học đầu tiên năm 1964.